# Sula, Trøndelag
Sula är ett fiskeläge, en ö och en ögrupp i Frøya kommun i Trøndelag fylke i mellersta Norge. Orten ligger vid fylkesväg 6470, på ön med samma namn, med bebyggelse utspridd på andra närliggande öar, som tillsammans utgör en ögrupp med samma namn, belägen i Norskehavet, norr om kommunens huvudö Frøya.
Tidigare har orten tillhört dåvarande Nord-Frøya kommun.